# Красний Кордон (Зерендинський район)
Красний Кордо́н (каз. Красный Кордон) — село у складі Зерендинського району Акмолинської області Казахстану. Входить до складу Байтерецького сільського округу.
Населення — 365 осіб (2021; 456 у 2009, 515 у 1999, 631 у 1989).
Національний склад станом на 1989 рік:
- росіяни — 55 %.